# Åmål
Åmål (prononciation: [oːmoːl]) est une ville de 9 355 habitants, située dans le sud ouest de la Suède, dans le Comté de Västra Götaland. Åmål est située sur la rive ouest du Lac Vänern. 

En 2005, Åmål a reçu le second prix d'une compétition internationale sur les villes où il est le plus agréable de vivre: « The International Awards for Liveable Communities » (aussi connu sous le nom de LivCom Award).

Elle est le chef-lieu de la commune d'Åmål.
Un festival de Blues a lieu tous les ans depuis 1992, durant le mois de juin ces dernières années.
Åmål est le lieu où se passe l'action du film de Lukas Moodysson, Fucking Åmål.

## Histoire
Le port fut fondé en 1640.

## Sports
Les clubs ci-après sont les deux clubs de football d'Åmål :
- IF Viken
- IFK Åmål

## Personnalités liées à la ville
Personnalités nées à Åmål :
- Egzon Binaku (né en 1995), footballeur albanais ;
- Sigvard Hultcrantz (1888-1955), tireur sportif suédois ;
- Johan Gabriel Sparwenfeld (1655-1727), diplomate et linguiste suédois.